# 钟萼草属
钟萼草属（学名：Lindenbergia）是列当科下的一个属，为一年生或多年生草本植物。该属共有15－20种，分布于热带亚洲和非洲。